# Ghiacciaio Oku-iwa
Il ghiacciaio Oku-iwa (in giapponese: オク-イワ-氷河, Oku-iwa-hyōga, ossia "ghiacciaio della roccia interna") è un ghiacciaio situato sulla costa del Principe Olav, nella Terra della Regina Maud, in Antartide. Il ghiacciaio fluisce verso nord fino a giungere sulla costa, dove sfocia in mare poco a ovest della roccia Oku-iwa.

## Storia
Il ghiacciaio Oku-iwa è stato mappato da cartografi giapponesi grazie a fotografie aeree scattate nel corso della spedizione giapponese di ricerca antartica svoltasi tra il 1957 e il 1962, e così battezzato in associazione con la vicina roccia Oku-iwa, così chiamata probabilmente per rimarcare la sua posizione più interna rispetto alla linea della costa su cui è situata.